# تپه سرآب نیلوفر ۲
تپه سرآب نیلوفر ۲ مربوط به دوران پیش از تاریخ ایران باستان تا دوران‌های تاریخی پس از اسلام است و در شهرستان کرمانشاه، بخش مرکزی، روستای سرآب نیلوفر واقع شده و این اثر در تاریخ ۷ مهر ۱۳۸۱ با شمارهٔ ثبت ۶۴۵۱ به‌عنوان یکی از آثار ملی ایران به ثبت رسیده است.